# 史平浩

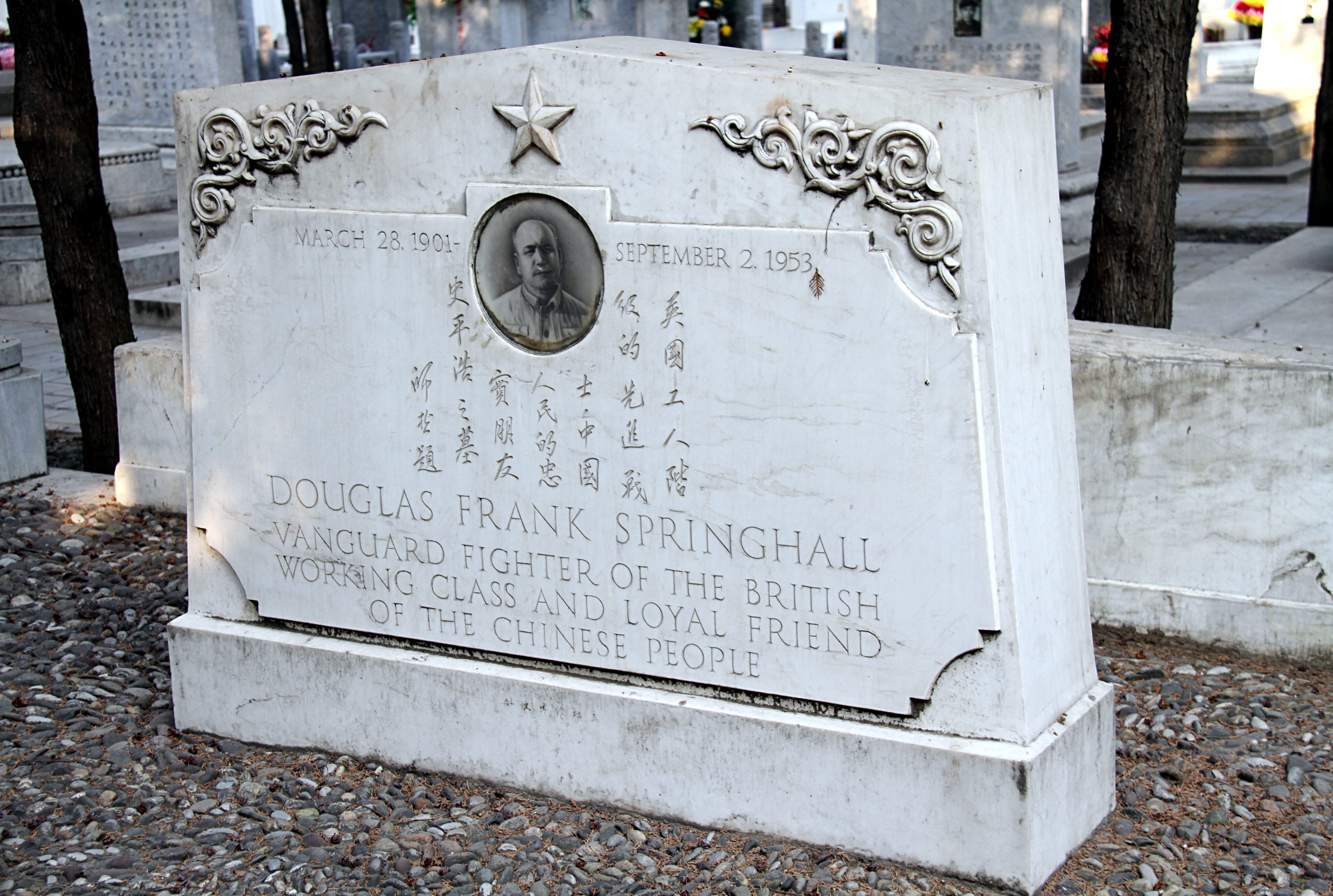
北京市八宝山革命公墓一墓区，“英国工人阶级的先进战士，中国人民的忠实朋友史平浩之墓”（师哲题）

史平浩（Douglas Frank Springhall，道格拉斯·弗兰克·斯普林霍尔，1901年3月28日—1953年9月2日）又名戴夫·斯普林霍尔（Dave Springhall），生于英国伦敦，大不列颠共产党领袖。

## 生平
史平浩生于伦敦肯萨尔园。第一次世界大战期间，15岁参加英国海军。1920年，为共产主义刊物《Workers' Dreadnought》撰写《Discontent on the Lower Deck》（下层的不满）一文，从而遭海军以“与极端分子有牵连”的罪名开除。
史平浩加入大不列颠共产党及其下属的青年共产主义联盟。他当了建筑工人，将时间和精力投入到全国失业工人委员会运动及工会运动中。他曾作为工党候选人参加里士满区议会选举，后又作为共产党候选人参加选举，但都未当选。
1924年，史平浩作为代表参加了共产国际第五次大会，及青年共产国际第四次大会。1926年，在威廉·鲁斯特被捕入狱后，他成为青年共产主义联盟的代理书记，任内经历了1926年英国大罢工，罢工期间他两次被捕。1928年到1931年，在国际列宁学校学习。此后回到英国，领导了将托洛茨基主义清除出大不列颠共产党的运动。英国认为自此他可能已经开始为格勒乌工作。
西班牙内战期间，史平浩担任国际纵队第十五国际旅英国营政委。不久，担任第十五国际旅副政委。尽管在加拉玛战役中遭击中，子弹穿过脸颊，但他伤势不重。1938年，他回到英国，担任《工人日报》编辑。后来主要任大不列颠共产党驻莫斯科代表。再度回到英国后，他确保大不列颠共产党支持苏德互不侵犯条约。总书记哈里·波利特对此表示反对，因此被撤职，史平浩出任全国组织人（National Organiser），和波利特、拉贾尼·帕姆·杜特共同领导该党。
1943年，由于被指控从空军部雇员手中获取秘密信息，史平浩被英国宣判有罪并投入监狱，并且被撤消在大不列颠共产党内的领导职务。随后英国还发现他还从特别行动处的德斯蒙德·尤伦（Desmond Uren）处获得了保密信息。他被判处服劳役7年，但服劳役4年零6个月便获释。获释后，他从事广告业。1950年应中共邀请，由大不列颠共产党派往中国，在新华社任翻译，并担任中国外文局专家，曾参与《毛泽东选集》、《刘少奇选集》的英译工作。1953年，到莫斯科治疗喉癌，但在莫斯科去世。安葬在北京市八宝山革命公墓。